# Thalassodes unicolor
Thalassodes unicolor är en fjärilsart som beskrevs av W. Warren 1902. Thalassodes unicolor ingår i släktet Thalassodes och familjen mätare. Inga underarter finns listade i Catalogue of Life.